# Туннелирование через прямоугольный барьер
Туннели́рование че́рез прямоуго́льный барье́р — квантовомеханический туннельный эффект в ситуации, когда потенциальный барьер {\displaystyle U(x)} для частицы имеет прямоугольную форму, а именно {\displaystyle U(x)=V=\,} const в области туннелирования {\displaystyle 0<x<a}.
Обычно подразумевается, что по обе стороны барьера {\displaystyle U=0}, что полная энергия частицы {\displaystyle E} связана только с движением в направлении {\displaystyle x} (нет движения в перпендикулярной плоскости {\displaystyle yz}) и что масса частицы {\displaystyle m} неизменна.
Типичные значения параметров: {\displaystyle V} — порядка электронвольта, {\displaystyle a} — несколько нанометров, а туннелирующими частицами являются элементарные частицы (электроны и др.).
При анализе туннелирования ставится задача расчёта вероятности прохождения барьера {\displaystyle T(E)} при однократном соударении частицы с ним. Прямоугольный барьер возникает как простейшее приближение для реальных барьеров, позволяющее получить несложное аналитическое решение.

## Решение

Потенциальная энергия как функция координаты описывается функцией:

Прохождение волн де Бройля через прямоугольный потенциальный барьер высотой и шириной частицы с энергией

Частица, описываемая плоской волной, падает на границу барьера справа и частично отражается с амплитудой {\displaystyle r.} Часть волны проходит через барьер с амплитудой вероятности {\displaystyle t.} Выражения для волновой функции частицы в трёх областях в одномерном случае:
{\displaystyle \psi _{1}(x)=e^{ik_{1}x}+re^{-ik_{1}x}\,(x<0);}
{\displaystyle \psi _{2}(x)=Ae^{k_{2}x}+Be^{-k_{2}x}\,(0<x<a);}
{\displaystyle \psi _{3}(x)=te^{ik_{1}x}\,(a<x).}
Здесь предполагается, что волновые вектора:
{\displaystyle k_{1}={\sqrt {\frac {2mE}{\hbar ^{2}}}},}
{\displaystyle k_{2}={\sqrt {\frac {2m(V-E)}{\hbar ^{2}}}}.}
Так как сами волновые функции на границах барьера и их первые производные не должны иметь разрывов, исходя из этого условия производится сшивка волновых функций и их производных на границах и получаются четыре уравнения с четырьмя неизвестными:
{\displaystyle 1+r=A+B}
{\displaystyle ik_{1}-irk_{1}=k_{2}A-k_{2}B}
{\displaystyle Ae^{k_{2}a}+Be^{-k_{2}a}=te^{ik_{1}a}}
{\displaystyle k_{2}Ae^{k_{2}a}-k_{2}Be^{-k_{2}a}=ik_{1}te^{ik_{1}a}.}
Их решения:
{\displaystyle A\left(1-i{\frac {k_{2}}{k_{1}}}\right)+B\left(1+i{\frac {k_{2}}{k_{1}}}\right)=2}
{\displaystyle A={\frac {t}{2}}e^{-k_{2}a}e^{ik_{1}a}\left(1+i{\frac {k_{1}}{k_{2}}}\right)}
{\displaystyle B={\frac {t}{2}}e^{k_{2}a}e^{ik_{1}a}\left(1-i{\frac {k_{1}}{k_{2}}}\right)}
{\displaystyle te^{-k_{2}a}\left(1+i{\frac {k_{1}}{k_{2}}}\right)\left(1-i{\frac {k_{2}}{k_{1}}}\right)+te^{k_{2}a}\left(1-i{\frac {k_{1}}{k_{2}}}\right)\left(1+i{\frac {k_{2}}{k_{1}}}\right)=4e^{-ik_{1}a}}
{\displaystyle t={\frac {4e^{-ik_{1}a}}{e^{-k_{2}a}\left(2+i\left({\frac {k_{1}}{k_{2}}}-{\frac {k_{2}}{k_{1}}}\right)\right)+e^{k_{2}a}\left(2-i\left({\frac {k_{1}}{k_{2}}}-{\frac {k_{2}}{k_{1}}}\right)\right)}}}
{\displaystyle t={\frac {4e^{-ik_{1}a}}{4\cosh {k_{2}a}-2i\left({\frac {k_{1}}{k_{2}}}-{\frac {k_{2}}{k_{1}}}\right)\sinh {k_{2}a}}},}
откуда следует выражение для коэффициента прохождения:
{\displaystyle T=|t|^{2}=t\cdot t^{\ast }={\frac {1}{\cosh ^{2}{k_{2}a}+{\frac {1}{4}}\left({\frac {k_{1}}{k_{2}}}-{\frac {k_{2}}{k_{1}}}\right)^{2}\sinh ^{2}{k_{2}a}}}={\frac {1}{1+{\frac {(k_{1}^{2}+k_{2}^{2})^{2}}{4k_{1}^{2}k_{2}^{2}}}\sinh ^{2}{k_{2}a}}}.}
Примечание. В данном контексте можно рассмотреть ситуацию дельтообразного потенциала, описываемого дельта-функцией Дирака, {\displaystyle U(x)=g\delta (x).} Это предельный случай прямоугольного барьера, стремящегося к бесконечно высокому и одновременно бесконечно узкому потенциалу (причём так, что произведение {\displaystyle Va=g,} где {\displaystyle g} — некая константа). Тогда получается {\displaystyle T=(1+g^{2}{\frac {m}{2\hbar ^{2}E}})^{-1}.}

Коэффициент прохождения для прямоугольного туннельного барьера.

Если энергия частицы выше барьера, то:
{\displaystyle k_{2}={\sqrt {\frac {2m(E-V)}{\hbar ^{2}}}},}
и получим другой результат:
{\displaystyle T={\frac {1}{1+{\frac {(k_{1}^{2}-k_{2}^{2})^{2}}{4k_{1}^{2}k_{2}^{2}}}\sin ^{2}{k_{2}a}}}.}
При {\displaystyle E>V} коэффициент квантового прохождения в общем случае отличен от единицы, в отличие от классического случая. В этой области энергий имеют место немонотонности {\displaystyle T(E).}